# Железный, Николай Яковлевич
Николай Яковлевич Железный (1910—1974) — участник Великой Отечественной войны, командир 2-го стрелкового батальона 986-го стрелкового полка (230-й стрелковой дивизии, 9-го стрелкового корпуса, 5-й ударной армии, 1-го Белорусского фронта), майор, Герой Советского Союза.

## Биография
Родился 26 апреля (9 мая по новому стилю) 1910 года в селе Баштанка Российской империи, ныне посёлок городского типа Николаевской области (Украина), в семье служащего. Украинец.
Учился в Новобугском сельскохозяйственном техникуме. Затем работал учителем.
В Красной Армии служил с июня по ноябрь 1933 года. Окончил школу младших командиров. С 1933 года — на комсомольской, с 1939 года — на партийной работе. Член ВКП(б)/КПСС с 1939 года.
Вторично в Красную Армию был призван в июне 1941 года. Воевал на Южном, 3-м Украинском и 1-м Белорусском фронтах. В боях на Южном фронте 22 августа 1942 года был ранен. Командовал взводом, ротой, батальоном. При выполнении боевых задач проявлял настойчивость и личную храбрость, своевременно принимал решения, в сложной обстановке твердо управлял подчинёнными подразделениями, за что был награждён тремя орденами.
На заключительном этапе Берлинской операции батальон майора Н. Я. Железного стремительным броском переправился через реку Шпрее у озера Руммельсбургер-Зее, захватил плацдарм и, удерживая его, отбил четыре контратаки и обеспечил переправу через реку остальных подразделений полка. В боях на плацдарме было уничтожено около 300 солдат и офицеров противника, 250 взято в плен. В сложнейшей обстановке уличных боёв Н. Я. Железный уверенно управлял батальоном, обеспечил выполнение поставленных боевых задач, при этом 27 апреля 1945 года был вторично ранен.
После войны Николай Железный продолжил службу в Вооруженных Силах СССР. В 1951 году окончил курсы «Выстрел». С 1956 года подполковник Н. Я. Железный находился в отставке.
Жил в городе Винница Украинской ССР.
Умер 19 мая 1974 года. Похоронен на Центральном кладбище в Виннице.

## Награды
- Указом Президиума Верховного Совета СССР от 31 мая 1945 года за образцовое выполнение боевых заданий командования на фронте борьбы с немецко-фашистскими захватчиками и проявленные при этом мужество и героизм, майору Железному Николаю Яковлевичу присвоено звание Героя Советского Союза с вручением ордена Ленина и медали «Золотая Звезда» (№ 6712).
- Награждён также Красного Знамени (1945), Александра Невского (1945), Отечественной войны 2-й степени (1944), Красной Звезды, советскими медалями и иностранными наградами.